# Tour de France 2018/14. Etappe
Die 14. Etappe der Tour de France 2018 führte am 21. Juli 2018 über 188 Kilometer von Saint-Paul-Trois-Châteaux nach Mende.
Nach einer Bergwertung der vierten Kategorie und einem Zwischensprint folgte nach 129 Kilometern der Col de la Croix de Berthel, eine Bergwertung der 2. Kategorie mit 9,1 Kilometern Anstieg und 5,3 % Durchschnittsteigung. Die folgenden Kilometer waren wellig und tendenziell abfallend nach Mende, wobei eine Steigung der 3. Kategorie zu bewältigen war. Im Ort Mende begann die letzte Bergwertung des Tages, der 3 Kilometer lange Côte de la Croix Neuve mit über 10 Steigungsprozenten. Nach Ende des Anstiegs folgten 1.500 zunächst fallende und dann flache Meter zur Ziellinie am Flugfeld von Mende.
Etappensieger wurde Omar Fraile (Astana Pro Team) mit sechs Sekunden Vorsprung vor dem Führenden in der Bergwertung Julian Alaphilippe (Quick-Step Floors) und Jasper Stuyven (Trek-Segafredo), der mit der Roten Rückennummer ausgezeichnet wurde. Tagesvierter wurde Peter Sagan mit 12 Sekunden Rückstand, der den Zwischensprint des Tages gewann und sein Grünes Trikot verteidigte.
Nachdem das Fahrerfeld zunächst bei starkem Wind zwischenzeitlich in vier Teile zerfiel, setzte sich eine 32-köpfige Spitzengruppe ab, deren Mitglieder die ersten 28 Plätze im Etappenklassement belegten. Aus dieser Gruppe heraus attackierte an der zweiten Bergwertung Gorka Izagirre. Nach dem Gipfel schlossen Stuyven und Tom Slagter zu ihm auf. Da dieses Trio nicht harmonierte, attackierte Stuyven noch vor der dritten Bergwertung, wurde am Schlusssteigung erst von Fraile und dann von Alaphilippe gestellt, die aus dem Verfolgerfeld heraus im Anstieg angegriffen hatten.
Erster des Hauptfelds als 29. mit 18:01 Minuten Rückstand wurde nach einem Angriff im Schlussanstieg Primož Roglič, der acht Sekunden vor den ersten Drei der Gesamtwertung Chris Froome, Tom Dumoulin und dem Träger des Gelben Trikots Geraint Thomas das Ziel erreichte. Die meisten in der Gesamtwertung vorne platzierten Fahrer verloren nur wenige Sekunden auf die Froome-Gruppe; Daniel Martin allerdings nach einem Defekt 1:43 Minuten.
Patrick Bevin gab das Rennen mit Magenschmerzen auf.